# Симонович Михайло Олександрович
Михайло Олександрович Симонович (29 березня 1906 р., с. Сехи, Російська імперія (тепер Рівненська область) — 20 червня 1969 р., м. Костюковичі, Могильовська область) — православний священник, капелан Поліської Січі, духівник Т.Бульби-Боровця, український громадський діяч.

## Життєпис

### Дитинство та юність
Народився в сім'ї священника. Був одним із двійнят, всього мав п'ятьох сестер та трьох братів. Один з братів відомий український громадський і політичний діяч Борис Симонович.
- У 1908 р. переїхав із родиною до села Борове.
- У 1914 р. поступив в Житомирське чоловіче духовне училище, разом з братом Миколою, з яким були двійнята від народження. В училищі обоє хлопців тяжко захворіли на шигельоз (тоді називали дизентерією), від чого Микола помер у 1916 році, а Михайло переміг хворобу і вижив. У період Першої Світової війни, Михайло разом із сім'єю був у так званих «біженцях» у м. Муром (Росія).
- Після Житомирського училища і певної домашньої підготовки, Михайло Симонович 27 січня 1924 р. вступає на навчання до Волинської православної духовної семінарії, яка на той час розташовувалася в м. Кременець (нині Тернопільська область), на 6 курс, де до липня 1926 року закінчив 6-й, 7-й і 8-й курси.
- Від 22 січня 1918 р. до 14 березня 1923 р. був громадянином Української Народної Республіки.
- З 1927 р. навчався у Варшавському університеті на богословському факультеті, і закінчив три курси.
- Ще навчаючись, у листопаді 1928 р. одружився з дочкою дяка Ольгою Іванівною Волощук. Через скрутне становище, змушений був зі своїми братами Борисом та Іваном підробляти на тяжких роботах у Борівському лісовому господарстві, щоб прокормити сім'ю і проплатити навчання.
- 20 жовтня 1929 р. Михайло Симонович отримав священиче свячення у сан диякона, а вже 22 жовтня 1929 р. — сан пресвітера. Висвячував його архієпископ Олександр (Іноземцев) Пінськй і Поліський в м. Пінськ (нині Брестська область, Білорусь). Того ж дня отримав перше призначення на парафію в с. Войткевичі, нині с. Кам'яне, Рокитнівський район, Рівненська область.

### Священицький послужний список
- У березні 1930 р., переміщений в с. Грива Камінь-Каширського району, Волинської області. Саме село Грива, разом з Церквою Різдва Богородиці, було знищене московсько-більшовицькою окупаційною владою після Другої Світової війни, за активну участь його жителів, у національно-визвольних змаганнях. Жителів вивезли до Сибіру, а кому вдалося врятуватись поселились в сусідньому селі Нові Червища, на одній вулиці яку називають Гривська.
- В липні 1930 р. переміщений в с. Оріхово (біл. вёска Арэхава), Малоритський район, Берестейська область (Білорусь). Заснована у 1668 р., і перебудована у 1792 р. Церква Св. Параскевії П'ятниці.
- У 1943 р. за співпрацю з партизанами, нацисти спалили с. Оріхове, разом з церквою. У 1991 р. в селі збудований новий храм.
- У червні 1931 р. переміщений в с. Ольмани (біл. Альманы), Столінський район, нині Білорусь.
- 1 січня 1934 р. переміщений в с.Борове (Рокитнівський район), Рівненська область.
- У жовтні 1943 р. переміщений в с. Доротичі (нині частина міста Сарни), Сарненський район,Рівненська область.
- 5 червня 1950 р. назначений у м. Костюковичі Могильовської області (Білорусь).
- 31 червня 1956 р. переміщений в м.Климовичі (біл. Клімавічы), Могильовської області (Білорусь).

### Духовна і громадська праця
- 1 січня 1934 р. Михайло Симонович на прохання жителів села перейшов на парафію у с. Борове, то йому довелось духовно окрилювати й сусідні села Карпилівка і с. Нетреба. У цих селах було багато протестантів, тому М. Симоновичу довелось багато попрацювати, щоби відродити в них православне віровизнання, довіру до Православної Церкви і збудити в них почуття патріотизму. З цією метою Михайло Симонович влаштовував зустрічі, диспути, організовував гуртки, братства, на яких виголошував палкі промови, а також викладав у трьох селах Закон Божий. Крім того до нього звертались парафіяни і в своїх побутових проблемах, різних економічних, юридичних і навіть медичних потребах. А за те, що не ховав свої патріотичні погляди, був переслідуваний і польською, і німецькою і московсько-радянською окупаційними владами.
- У 1935 р. в нього, як в «неблагонадійного для влади», польські окупанти забрали польський паспорт і позбавили польського громадянства. Парафіянином його був засновник Поліської Січі УПА Т.Бульба-Боровець, який жив в той час з дружиною на хуторі неподалік с. Борове. Саме Тарас Дмитрович, був фундатором храму в с. Карпилівка, і допоміг його збудувати. Цей храм є діючим донині, попри те, що в селі проживає близько 80% протестантів.

### Друга світова війна
На початку війни у 1941 р., на прохання Бульби-Боровця, Михайло Симонович виконує обов'язки православного душпастиря в Поліській Січі, штаб якої був розташований в м. Олевськ (нині Житомирська область). Це вимагало багато частих поїздок до Олевська і в деякі села на богослужіння, молебні, панахиди та освячення прапорів, могил, на прийняття присяги січовиками та інше.
Після створення Олевської Республіки, Михайло Симонович відремонтував у м. Олевськ Св. Миколаївський храм майже знищений під час московсько-більшовицької окупації, в якому він був першим настоятелем після відновлення, а з часом передав цю парафію отцю Аркадію (Волощуку). Керівником уряду Олевської Республіки стає його рідний брат Борис Симонович.
Після ліквідації нацистами Олевської Республіки в листопаді 1941 р., весь штаб Поліської Січі, з усім майном і типографією декілька днів переховувався у нього в с. Борове. А після відходу з села, Т.Бульба-Боровець залишає у нього на зберігання багато літератури, свої рукописи (серед яких була драма «Людожери», про Голодомор в Україні 1932—1933), свій мотоцикл і багато деяких речей, а через певний час Боровець це все забрав.
Після ліквідації Олевської Республіки, сотник Поліської Січі К. Сиголенко, який був одружений з сестрою М. Симоновича, переховував у нього декількох олевських євреїв від розстрілу нацистами. Доглядати за євреями помагав червоноармійський втікач з німецького полону узбек Обід Західов, якого також прихистив у себе цей священник. Ця обставина, з часом врятує М. Симоновича від радянських концтаборів, але не врятує сотника К. Сиголенка від розстрілу більшовиками у 1952 р., за звинуваченням в участі в геноциді євреїв в Олевську, Сарнах і Дубровиці, хоча встановлять, що він сам насправді був за походженням єврей, зі справжнім ім'ям Сигал Хаїм Ісакович.
Співпраця Михайла Симоновича з українськими партизанами, не подобалась ні німцям, ні більшовицьким партизанам. Взимку з 1942 р. на 1943 р., якось вночі, червоні партизани проводили масові арешти в с. Борове. Радянські партизани намагалися в ту ніч заарештувати (а можливо й знищити) М. Симоновича, але йому вдалось втекти, та при цьому радянські партизани пограбували все його майно, хоча дещо з того за декілька днів повернули назад. Після цього випадку Симонович деякий час змушений був переховуватись у знайомих на хуторах.
Щоб зберегти сім'ю від таких нападів на початку 1943 р. вивозить рідних, в містечко Рокитне (смт, Рівненська область), а сам час від часу під ризиком загинути від німецьких чи московських окупантів, відвідує парафію с. Борове. В господі його залишався узбек Обід, дівчинка сирота і теща, які доглядали господарство
- 9 квітня 1943 р. нацисти спалили с. Борове, разом з церквою. Всю худобу й майно жителів села конфіскували, а дівчинку сироту з узбеком вивезли до Німеччини. Після цього деякий час М. Симонович залишився без парафії.
- У жовтні 1943 р. він одержав призначення на парафію в с. Доротичі (нині частина м. Сарни), куди переїхав із сім'єю.

### Радянська окупація
В селі Доротичі він повністю відбудував церкву, яка була понівечена під час війни бойовими снарядами. В Доротичах цього священника дуже любили і поважали, але після арешту 4 лютого 1949 р. кадебістами старшого сина Євгена, в селі залишатись було небезпечно.
Тому за допомогою о. Аркадія (Волощука), який на той час служив священником в Мінську, Михайло Симонович 5 червня 1950 р. назначається указом Пітіріма архієпископа Мінського і Білоруського, на парафію Св. Марії Магдалини, в м. Костюковичі Могильовської області (Білорусь). Тут, в умовах радянської влади, він будує на місці каплиці храм.
- 31 червня 1956 р., його переводять в м. Климовичі Могильовської області (Білорусь), одночасним призначенням благочинним Климовицької благочинної округи. Коли на парафію дали другого священника отця Олексія Лебедя, і той щоб вижити змовився з одним євреєм з м.Орша, колишнім жителем с. Борове, і написали донос у КДБ, що Симонович співпрацював з націоналістами, «сприяв» і «благословляв» розстріли євреїв. На нього відразу завели кримінальну справу, і поставили вимогу негайно виїхати з сім'єю з Климовичів. А після, за вимогою КДБ церковна влада, без сім'ї його переводить у с. Городная, Столінський район, Берестейської області (Білорусь). Де він служив священником, ремонтував церкву і навіть сам розмальовував іконостас. А КДБ, весь цей час викликало його на допити згідно з доносом, і він вже готувався до арешту. Та щойно звільнений з московсько-радянських концтаборів старший син Євген, підказав йому, щоб він дав КДБшникам дані на узбека Обіда Західова. КДБ зробило запит в Узбекистан, де місцевим кадебістам Обід підтвердив, що Михайло Симонович не лише не благословляв розстріли євреїв, а навпаки їх переховував і рятував. Саме ці свідчення врятували його від ув'язнення.

Довго він відстоював справедливість, і в 1967 р. його знову перевели на парафію в м. Костюковичі, де на той час проживала його сім'я. Але на той час він вже був тяжко хворий. Не зважаючи на всі зусилля близьких, на проведені операції 20 червня 1969 р. в лікарні в м. Костюковичі він помер. Діти виконали його заповіт і поховали його в Україні, на Тинненському кладовищі в м.Рівне.